# Pianoconcert nr. 2 (Chopin)
Het pianoconcert in f mineur op. 21 is een compositie van Frédéric Chopin uit 1829. Dit pianoconcert  is weliswaar geschreven reeds voor het 1e concert in e mineur uit 1830, maar werd later (in 1836) uitgegeven, zodat het als tweede pianoconcert bekend werd.

## Achtergrond
Toen Chopin het tweede pianoconcert voltooide was hij negentien jaar oud. Het opusnummer (21) werd na publicatie aan het werk toegekend. Chopin schreef het werk omdat hij onder de indruk was van zijn eerste geliefde, operazangeres Konstancja Gladkowska. Toen het werk klaar was in 1830 schreef hij een dedicatie bij het werk aan een van zijn latere liefdes, gravin Delphine Potocka. Het concert is een typisch romantisch werk.

## Over de muziek

### 1e deel: Maestoso
In beide pianoconcerten opent Chopin met een groots en meeslepend 'maestoso'-thema. Dit deel staat in de sonatevorm en duurt ongeveer veertien minuten. De strijkers openen met een zacht lyrisch en weemoedig thema: 
Dit thema ontpopt zich alras tot een sterk ritmisch opzwepend thema en voert naar een tegenthema:
De pianosolo bestormt als het ware - direct na de inleiding - het podium met een serie dalende gebroken akkoorden in virtuoze octaven, om vervolgens de terugkeer van het eerste thema te laten horen met filigraine ornamentieke omspelingen. Al snel ontwikkelt het stuk zich tot een virtuoos geheel met veel passagespel en een overdaad aan melancholieke akkoorden en het tweede thema keert terug. Na een doorwerking die harmonisch vele gezichten kent is er een korte reprise. Het deel sluit af in f mineur met enige forte akkoorden van het orkest. Opvallend is het ontbreken van de klassieke pianosolocadens.

### 2e deel: Larghetto
Het lyrische tweede deel in As majeur is een van Chopins meest poëtische stukken. Het deel opent met eenvoudige 5 maten introductie door het orkest, waarna de piano het overneemt met een harmonieuze solo in belcanto-traditie, rijkelijk versierde melodiek, met een eenvoudige achtstenbegeleiding in de linkerhand. het deel volgt een vrije liedvorm en bevat zeker voor Chopins tijd, opmerkelijk dissonante schrijnende akkoorden en alteraties. Dit deel is dan ook een staalkaart van Chopins pianistische harmonische vernieuwingen, met veel chromatiek en nieuwe melodische vondsten en uitgebreide rubato gespeelde ornamentiek.
Het thema van het tweede deel:

### 3e deel: Allegro vivace
De finale van het concert is een rondo in f mineur in 3/4 maatsoort. Het thema is een Poolse dans, de Krakowiak. 
Deze dans heeft een vlot doch lyrisch karakter en Chopin vermeldt in de pianopartij bij het openingsthema semplice ma graziosamente (eenvoudig maar gracieus). Het thema keert diverse keren terug en wordt afgewisseld met tegenthema's. Een kenner zal de mazurka's en obereks als basisdansvormen terughoren in dit deel. Het rondo sluit af met een snel coda in 3/8 maatsoort.

## Uitvoering
In maart 1830 werd het werk met een klein orkestje in het huis van Chopins ouders in private kring voor het eerst gespeeld. Van dit evenement is door een recensent uit de Poolse hoofdstad Warschau die tot de genodigden behoorde verslag gedaan. De volgende dag verscheen een lovend artikel in de krant over een werk dat nog niet eens een officiële première had gehad. De krant schreef onder andere: „Hij (Chopin) is de Paganini van de piano“ en „De jonge Szopen overtreft alle pianisten“. De echte première was op 17 maart 1830 in het Warschause nationale theater. De belangstelling was er naar aanleiding van de voorrecensie enorm en het publiek was zeer enthousiast.

## Audio
Onderstaande voorbeelden worden gespeeld door het Seattle Philharmonic Orchestra onder leiding van Nico Snel.
|  |                                                    |
|  | Concert nr. 2 in F mineur, 1e deel (download·info) |

|  |                                                    |
|  | Concert nr. 2 in F mineur, 2e deel (download·info) |

|  |                                                    |
|  | Concert nr. 2 in F mineur, 3e deel (download·info) |